# Campo Azul, Minas Gerais
Campo Azul este un oraș în unitatea federativă Minas Gerais (MG), Brazilia.